# Craíbas
Craíbas este un oraș în statul Alagoas (AL) din Brazilia.